# Валегрини (Салерно)
Валегрини је насеље у Италији у округу Салерно, региону Кампанија.
Према процени из 2011. у насељу је живело 144 становника. Насеље се налази на надморској висини од 172 м.